# Andetrij
Andetrij (latinsko: Andetrium), antično ilirsko naselje v zaledju Dalmacije.
Andetrij je bil sedež rimske kohorte na ozemlju Dalmatov. Naselje je stalo v bližini vasi Gornji Muć pri Sinju.